# Хриенко, Юрий Владимирович
Ю́рий Влади́мирович Хрие́нко (укр. Юрій Володимирович Хрієнко; род. 8 ноября 1976, Кременчуг, Полтавская область) — украинский футболист, выступавший на позиции вратаря

## Биография
Уроженец Кременчуга, Юрий Хриенко начал свою футбольную карьеру выступая за «Горняк» из соседнего Комсомольска в любительском чемпионате Украины. В 1995 году команда дебютировала во второй лиге Украины и в её составе молодой вратарь провёл первый матч на профессиональном уровне. Тем не менее, основным игроком Хриенко не был и всего провёл за комсомольчан две игры в чемпионате. В 1997 году футболист перешёл в другой второлиговый клуб из Полтавщины — «Петровцы» (позднее переехавший в Миргород и сменивший название в честь города), цвета которого защищал на протяжении двух сезонов. В 1999 году стал игроком «Адомса» из родного Кременчуга, в составе которого стал серебряным призёром своей группы второй лиги. Во время зимнего перерыва в сезоне 2000/01 Хриенко отправился в Чехию, где подписал контракт с «Викторией» из Пльзеня. Свой первый и единственный матч в Гамбринус лиге игрок провёл 21 апреля 2001 года, после первого тайма выездной игры против «Теплице» выйдя на замену вместо Михала Шилхавы. Появившись на поле при счёте 2:0, Хриенко пропустил в свои ворота ещё три мяча, в результате чего «Виктория» была разгромлена со счётом 5:1. Не имея возможности закрепиться в составе пльзеньской команды, Юрий был отправлен в аренду в пражскую «Адмиру», выступавшую в Богемской лиге, а уже летом 2001 года вернулся в Украину.
По возвращении на родину, вратарь стал игроком кировоградской «Звезды», в составе которой провел первую половину чемпионата 2001/02, в первом дивизионе. Во время зимнего перерыва Хриенко перешёл в другую команду из Кировоградщины — александрийскую «Полиграфтехнику», проводившую свой первый в истории сезон в высшей лиге. В элитном дивизионе украинского футбола игрок дебютировал 27 апреля 2002 года, в домашнем матче против мариупольского «Металлурга». Хриенко вышел на замену вместо Тараса Чопика на 65-й минуте матча, при счёте 1:0 в пользу александрийцев, а на 76-й минуте Владимир Шаран удвоил преимущество хозяев поля. Тем не менее, в концовке поединка Хриенко дважды пропустил в свои ворота (от Степана Молокуцко, с пенальти, и Константина Сахарова) и матч закончился со счётом 2:2. Больше в том сезоне Хриенко на поле не появлялся. В следующем чемпионате Хриенко был основным вратарём александрийцев во время осенней части сезона, однако во второй половине розыгрыша его вытеснил из основы Тарас Чопик, и Юрий не сыграл за команду ни одного матча. По окончании сезона 2002/03 из-за финансовых проблем «Александрия» была расформирована и футболист перешёл в выступавшую в первой лиге винницкую «Ниву». Цвета винничан игрок защищал на протяжении двух лет, однако в 2005 году команда также прекратила своё существование. После этого Хриенко снова стал игроком клуба высшего дивизиона, перейдя в запорожский «Металлург», но провёл за первую команду всего 1 матч, большую часть времени выступая за фарм-клуб запорожцев во второй лиге. В 2006 году перешёл в кременчугский «Кремень». Цвета команды из родного города защищал на протяжении двух сезонов, появляясь на поле в большинстве матчей, однако кременчугский клуб в это время испытывал финансовые проблемы и находился в числе аутсайдеров второй лиги. В 2008 году игрок снова отправился за рубеж, став игроком АГМК из Алмалыка, выступавшего в чемпионате Узбекистана. В стане «металлургов» находился на протяжении трёх сезонов, будучи основным вратарём команды. В составе «Алмалыка» провёл последнюю игру на профессиональном уровне в 2010 году. Закончив карьеру вернулся в Украину, где выступал за любительские коллективы, в 2012 году став чемпионом и обладателем Кубка Черкасской области в составе «Зари» из Белозорья.

## Достижения
- Серебряный призёр второй лиги чемпионата Украины: 1999/00 (группа «В»)

## Семья
Сын, Назар, также стал футболистом, однако выступал только за юношеский состав «Александрии» и любительские коллективы